# Concerto per violino e orchestra n. 1 (Šostakovič)
Il concerto per violino n. 1 in la minore, Opus 77, fu originariamente composto da Dmitrij Dmitrievič Šostakovič nel 1947-1948. Stava ancora lavorando al pezzo al momento del decreto Zhdanov, e nel periodo successivo alla denuncia del compositore non poté essere eseguito. Nel periodo tra il completamento iniziale dell'opera e la prima rappresentazione, il compositore, a volte con la collaborazione del suo dedicatario, David Ojstrach, lavorò su una serie di revisioni. Il concerto fu infine presentato per la prima volta dalla Filarmonica di Leningrado sotto Evgenij Mravinskij il 29 ottobre 1955. Fu ben accolto, Oistrakh osservò la "profondità del suo contenuto artistico" e descrisse la parte del violino come un superlativo "ruolo shakespeariano".
Oistrakh caratterizzò il primo movimento Notturno come "una soppressione dei sentimenti" e il secondo movimento Scherzo come "demoniaco". Lo Scherzo è noto anche per un'apparizione del motivo DSCH, un motivo che rappresenta la firma musicale dello stesso Šostakovič che ricorre in molte opere del compositore. Boris Schwarz (Musica e vita musicale nella Russia sovietica, 1972) ha commentato la "grandiosità lapidaria" della Passacaglia e l'"abbandono spregiudicato" del Burlesque.

## Struttura
Il concerto dura circa 35 minuti e comprende quattro movimenti, con una cadenza che collega gli ultimi due:
- Notturno: Moderato – un semi-omaggio al primo movimento del Concerto per violoncello di Elgar.
- Scherzo: Allegro – danza demoniaca. Il motivo DSCH si può ascoltare in sottofondo a volte, con un'apparizione finale verso la fine nella parte del violino solista.
- Passacaglia: Andante – Cadenza (attacca) – utilizza il motivo del destino di Beethoven, incorporandolo nella cadenza pre - burlesque. Il motivo DSCH è inserito in una serie di accordi nella cadenza.
- Burlesque: Allegro con brio – Presto – il tema all'ingresso del violino solista ricorda quello dell'ingresso del flauto solista nella Petruška di Stravinskij.

## Strumentazione
Il lavoro è orchestrato per violino solista, tre flauti (terzo anche ottavino), tre oboi, corno inglese, tre clarinetti (3° anche clarinetto basso), due fagotti, controfagotto, quattro corni, tuba, timpani, tamburello, tam-tam, xilofono, celesta, due arpe e archi. Insolitamente, la partitura omette trombe e tromboni.

## Numero di opus
Il concerto è talvolta numerato Opus 99, anche se a causa del ritardo tra composizione ed esecuzione, era stato in origine elencato come Opus 77. A causa dell'incertezza del clima politico, Šostakovič accantonò il concerto fino a dopo la morte di Stalin, quindi decise la sua prima esecuzione pubblica del concerto come Opus 99. Per questo motivo l'Opus 77 fu poi assegnato a Tre pezzi per orchestra, un'opera poco conosciuta al di fuori della Russia e una cerchia di studiosi di Šostakovič.

## Importanza
Il primo concerto per violino fu composto durante gli anni del dopoguerra nella Russia sovietica (1947-1948), un periodo di severa censura. Nel 1934 fu emanato un nuovo decreto di censura che richiedeva selezioni anticipate di concerti, rappresentazioni teatrali e balletti almeno dieci giorni prima delle loro anteprime e i posti nelle sale da concerto erano riservati ai censori. Tra i motivi per vietare un'opera figuravano la propaganda antisovietica, la mancanza di una corretta prospettiva ideologica e la mancanza di percepibile merito artistico. Negli anni '50 l'attenzione della censura sovietica si spostò sulle opere letterarie. A causa di questo ambiente ostile, Šostakovič mantenne il concerto inedito fino alla morte di Stalin nel marzo del 1953 e al disgelo che seguì. Lo storico della musica Boris Schwarz nota che durante gli anni del dopoguerra, Šostakovič divise la sua musica in due linguaggi. Il primo era "semplificato e accessibile per conformarsi alle linee guida del Cremlino" mentre il secondo era "complesso e astratto per soddisfare gli standard artistici di [Šostakovič]". Il primo concerto per violino, data la natura complessa della sua composizione, rientra nella seconda categoria e come tale non fu presentato per la prima volta fino al 1955.

## David Oistrakh e la première
Il primo concerto per violino fu scritto per il famoso violinista sovietico David Ojstrach e Šostakovič inizialmente suonò il lavoro per il violinista nel 1948. Negli anni successivi, il concerto fu curato da Šostakovič con la collaborazione di Ojstrach. Ojstrach eseguì la prima del concerto il 29 ottobre 1955 con la Leningrad Philharmonic con Yevgeny Mravinsky alla direzione. Fu accolto in Russia e all'estero come uno "straordinario successo".

## Analisi musicale
Il primo concerto per violino non è solo un importante risultato individuale di Šostakovič, ma anche un importante contributo al concerto per violino nella sua forma a quattro movimenti.
A causa del ritardo prima della première, non è noto se il concerto sia stato composto prima della Decima Sinfonia (1953). Mentre si ritiene che la Sinfonia sia stata in genere la prima opera che introduce il famoso motivo DSCH di Šostakovič, è possibile che il Primo Concerto per violino sia stato in realtà il primo esempio del motivo, dove appare nel secondo movimento. Le lettere DSCH sono disposte in una "ortografia" tedesca delle iniziali del compositore sul rigo in un'inversione di un tetracordo [0134] e di solito sono disposte il più vicino possibile in base alla tonalità. Šostakovič utilizza questo tema in molte delle sue opere per presentare se stesso.
Il Concerto ha una forma sinfonica, adottando la struttura a quattro movimenti della sinfonia. Il primo movimento, un notturno, è un'elaborazione su una forma di fantasia. L'assolo di violino è preceduto da un breve interludio orchestrale che serve a proporre la frase melodica su cui in seguito medita l'assolo di violino, aggiungendo motivi ritmici e melodici man mano che il movimento procede. Il movimento inizia pianissimo e quando raggiunge il suo primo picco dinamico, sono state presentate tutte le sostanziali informazioni melodiche e ritmiche.
Il secondo movimento è lo scherzo diabolico, caratterizzato da sollecitazioni metriche irregolari contro un polso ritmico costante. Il violino solista in questo movimento ha la libertà di essere selvaggiamente virtuosistico e gran parte del movimento, a causa del suo ritmo allegro e delle sue rappresentazioni ritmiche, sembra essere derivato dalla musica popolare o contadina popolare. È un movimento complesso e ingenuo: la sensazione meccanica dell'impulso ritmico, il raggio di supporto per l'intero movimento, suggerisce il contadino russo, mentre l'esibizionismo nel violino solista è tutt'altro che semplice. Questo motivo del contadino verrà successivamente esplorato nel finale, dove viene presentato in modo più evidente, ma meno convincente, senza i fuochi d'artificio dell'assolo su di esso.
La Passacaglia, forse il movimento più famoso del concerto, è totalmente l'opposto del vivace Scherzo, ma serve a ripristinare la melodia del concerto. Il Notturno e la Passacaglia sono legati non solo dalla velocità e lunghezza, ma anche nella crescita melodica e qualità sinfonica. La Passacaglia ha la profondità più emotiva dell'intero concerto e consente molta espressione da parte del solista. Il movimento termina in una cadenza eccezionalmente lunga che consente anche un'eccezionale qualità emotiva e conduce senza problemi al Burlesque finale.
Tema della Passacaglia:
Audio playback is not supported in your browser. You can download the audio file.